# Aglepristone
L'Aglépristone (nom commercial Alizin ; anciens noms de code de développement RU-46534, RU-534) est un antiprogestatif stéroïdien synthétique apparenté à la mifépristone qui est commercialisé par Virbac dans plusieurs pays européens pour une utilisation en médecine vétérinaire,,. Il est spécifiquement utilisé comme abortif chez les animaux gravides,,. L'aglépristone, comme la mifépristone, possède également une certaine activité antiglucocorticoïde,.

## Sources et références
1. 1 2  Kirk's Current Veterinary Therapy XV, Elsevier Health Sciences, 1er décembre 2013, 3009– (ISBN 978-0-323-22762-9), « Pregnancy Loss in the Bitch and Queen »
2. ↑  Applied Animal Endocrinology, CABI, 2010, 207– (ISBN 978-1-84593-755-3), « Endocrine manipulation of reproduction. »
3. 1 2  Saunders Handbook of Veterinary Drugs: Small and Large Animal, Elsevier Health Sciences, 3 novembre 2010, 120– (ISBN 978-1-4377-0192-0), « Aglepristone »
4. ↑  « Hormonal variation in bitches after early or mid-pregnancy termination with aglepristone (RU534) », Journal of Reproduction and Fertility. Supplement, advances in reproduction in dogs, cats and exotic carnivores: proceedings of the fourth International Symposium on Canine and Feline Reproduction, Oslo, Norway, 29 June-1 July 2000, vol. 57,‎ 2001, p. 243–8 (ISBN 978-0-906545-37-9, PMID 11787157)
5. ↑  « Induction of parturition with aglepristone in the Majorera goat », Reproduction in Domestic Animals = Zuchthygiene, vol. 46, no 5,‎ octobre 2011, p. 882–888 (PMID 21320179, DOI 10.1111/j.1439-0531.2011.01759.x)
6. ↑  « Hormonal changes in spontaneous and aglépristone-induced parturition in dogs », Theriogenology, vol. 69, no 4,‎ mars 2008, p. 399–407 (PMID 18054071, DOI 10.1016/j.theriogenology.2007.10.008)